# Sierlijk rendiermos
Sierlijk rendiermos (Cladonia ciliata) is een korstmossoort uit de familie Cladoniaceae. De soort gedijt goed in zeeklimaat en komt daarom met name voor in kustduinen. Het leeft in symbiose met de alg Trebouxioid. Het is een soort die naar de zonnige heidevelden aan de rand van de zee trekt waar de donkere kleur van de plukjes in kleine struiken hem onderscheidt van andere naburige soorten.

## Determinatie
Sierlijk rendiermos is een struikvormig korstmos. Het primaire thallus is korrelig, onopvallend en verdwijnt snel. Het heeft de volgende kenmerkende kleurreacties: C-, K-, KC-, P+ (rood). De spitse podetiën (takken) groeien in kleine struikjes tot 10 cm hoog. Ze zijn sterk vertakt door slanke twijgen met een diameter van 1 tot 2 mm. Het oppervlak is zonder schors, een beetje groenachtig gemarmerd bij zeer vochtig weer. De uiteinden zijn dunner en soms gebogen in dezelfde richting. De kleur is groengrijs, asgrijs maar blauwgrijs naar de uiteinden toe en later soms bruinachtig tot paars aan de punt wordt het geheel bruin. De apotheciën aan het uiteinde van de twijgen zijn klein, bruin en zeer zeldzaam aanwezig.

## Verspreiding
In Nederland komt sierlijk rendiermos vrij zeldzaam voor. Het staat op de Nederlandse Rode Lijst in de categorie 'Bedreigd'.

## Fotogalerij

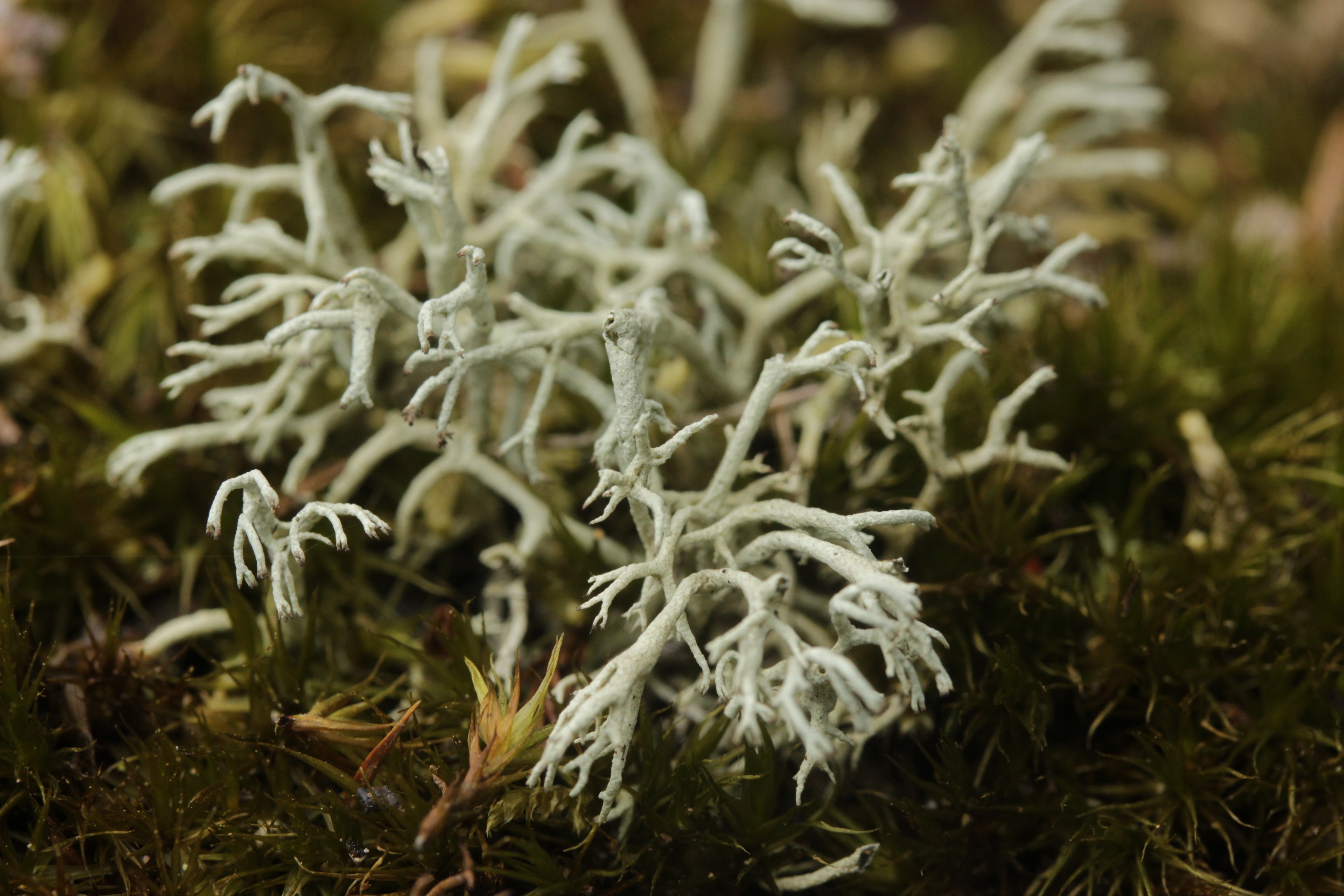
Close-up